# MiniSD Card

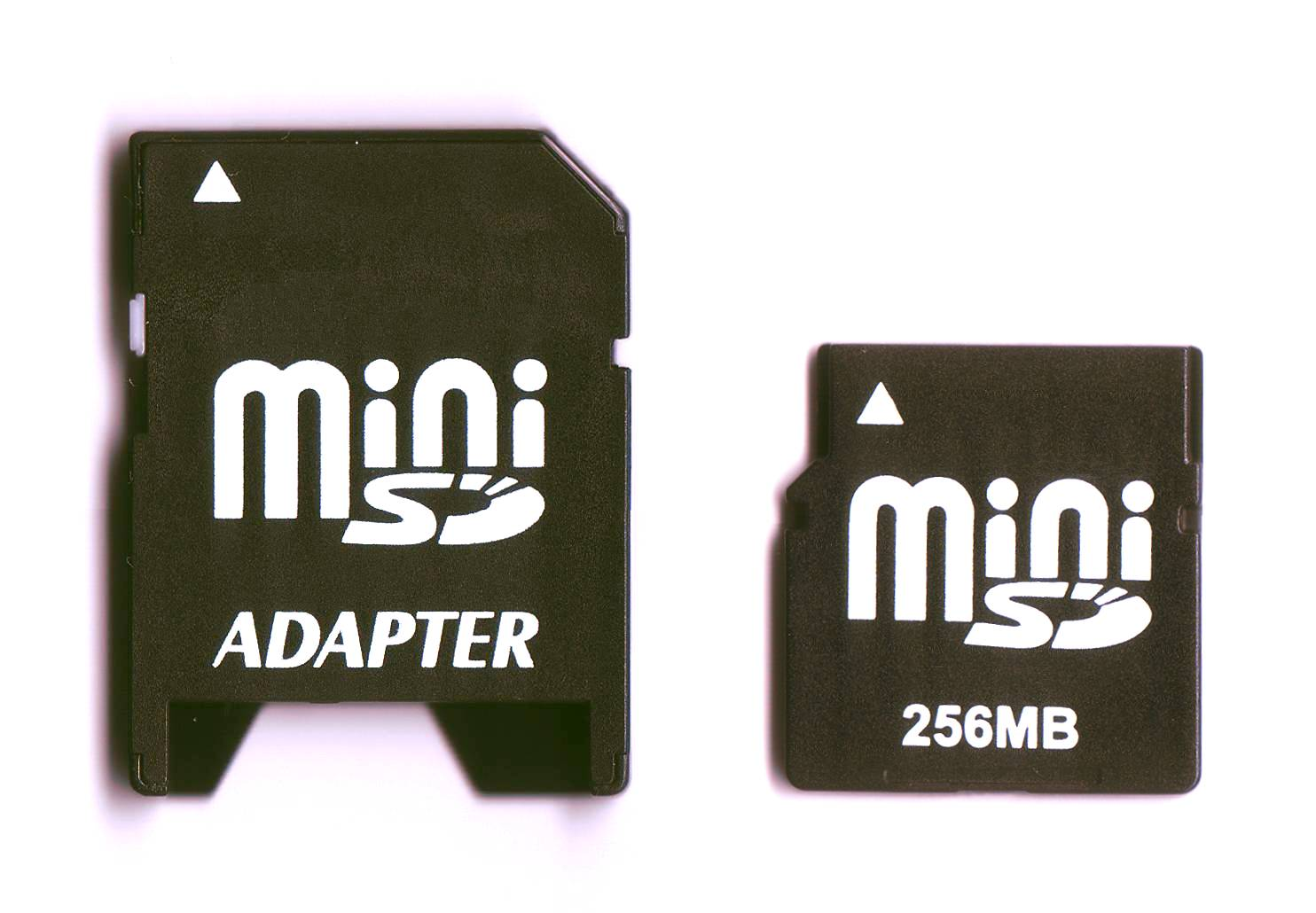
miniSD Card con adattatore

La miniSD è una scheda di memoria progettata per il mercato della telefonia cellulare.

## Storia
Progettata principalmente per l'uso nei telefoni cellulari e palmari, è stata rapidamente sostituita dal formato microSD, più piccolo e più compatibile con i vincoli di dimensioni dei dispositivi attuali.

## Caratteristiche tecniche
Questa scheda ha dimensioni pari a 21,5 × 20 mm con uno spessore di 1,4 mm ed un peso di 1 grammo, con una capacità massima di 128 GB e una velocità di trasferimento dei dati pari a 30 MB/s.
Esiste anche una versione ridotta, la MicroSD (dimensioni 15 × 11 × 1 mm). Ultra II SD è disponibile fino alla capacità di 64 GB ed è dotata di un'interfaccia USB.